# Parafia Najświętszej Maryi Panny Matki Odkupiciela w Poznaniu

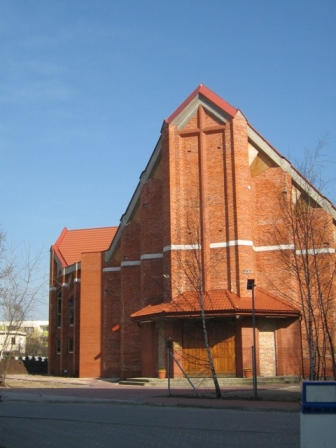
Kościół pw. NMP Matki Odkupiciela

Parafia NMP Matki Odkupiciela w Poznaniu – rzymskokatolicka parafia w dekanacie Poznań-Piątkowo. Tytuł parafii czyli Matka Odkupiciela nawiązuje do encykliki Redemptoris Mater (z łac. Matka Odkupiciela), wydanej w roku 1987, dotyczącej roli Maryi w życiu kościoła.

## Historia parafii
- 1986 – parafia NMP Matki Odkupiciela zostaje wydzielona z macierzystej parafii Opatrzności Bożej
- 1987 – w sierpniu rozpoczęto budowę kaplicy, a 11 listopada – ks. abp Jerzy Stroba poświęcił kaplicę zbudowaną w okresie trzech miesięcy
- 1988 – w Wielki Czwartek, po raz pierwszy w nowej kaplicy został udzielony sakrament komunii św.
- 1992 – w lutym zostają uwieńczone pozytywną decyzją władz miejskich, starania o lokalizację przyszłego kościoła, oraz prace nad projektem architektonicznym i technicznym w pracowni Jana Kopydłowskiego
- 1993 – zatwierdzenie projektu, został ogrodzony plac pod przyszłą budowę i postawiony został na nim krzyż
- 1995 – po raz pierwszy został zorganizowany festyn parafialny
- 1997 –3 czerwca poświęcony został kamień węgielny przez Jana Pawła II, 15 czerwca ks. bp Marek Jędraszewski odprawił mszę świętą i poświęcił wmurowany kamień węgielny pod nowo budowany kościół
- 2000 – pierwsza pasterka w nowej świątyni
- 2006 – figura Matki Bożej w nawie głównej
- 2007 – Jubileusz 20-lecia parafii, w listopadzie: Misje święte zakończone uroczystą Eucharystią koncelebrowaną przez Arcybiskupa Poznańskiego Stanisława Gądeckiego
- 2008 – występ drużyny ministrantów na Mistrzostwach Polski w Piłce nożnej o puchar KnC
- 2010 – rozbiórka tymczasowej kaplicy
- 2011 – budowa i odsłonięcie pomnika Jana Pawła II
- 2019 – prace budowlane w prezbiterium

## Zasięg parafii
W granicach parafii znajduje się całe osiedle Władysława Jagiełły oraz Zygmunta Starego; osiedle Bolesława Chrobrego bloki od 1 do 13; ulice Stróżyńskiego, Hulewiczów, Firlika oraz kilka numerów ul. Obornickiej.

## Proboszczowie
- ks. Grzegorz Balcerek (1987–1989)
- ks. Wojciech Pieprzyca (1989–1992)
- ks. Mariusz Rybacki (od 1992)[1]